# Rockford (Illinois)
Rockford é uma cidade localizada no estado americano de Illinois, no Condado de Winnebago.
Segundo o censo nacional de 2010, a sua área é de 160 km². Sua população é de 152 871 habitantes e sua densidade populacional é de 966,3 hab/km². É atualmente a terceira cidade mais populosa do Illinois. Possui 66 700 residências, que resulta em uma densidade de 421,63 residências/km².